# Mount Evans Hill Climb
El Mount Evans Hill Climb (oficialment Bob Cook Memorial Mount Evans Hill Climb) és un una competició ciclista d'un dia que es disputa al Mont Evans a l'estat de Colorado, als Estats Units. La cursa només consta de 44 quilòmetres però degut al seu desnivell, la converteixen en una de les més exigents. La sortida està a 2298 m. i l'arribada a 4306 m.
Creada el 1962, s'ha anat disputant anualment, amb excepció d'alguna anul·lació.

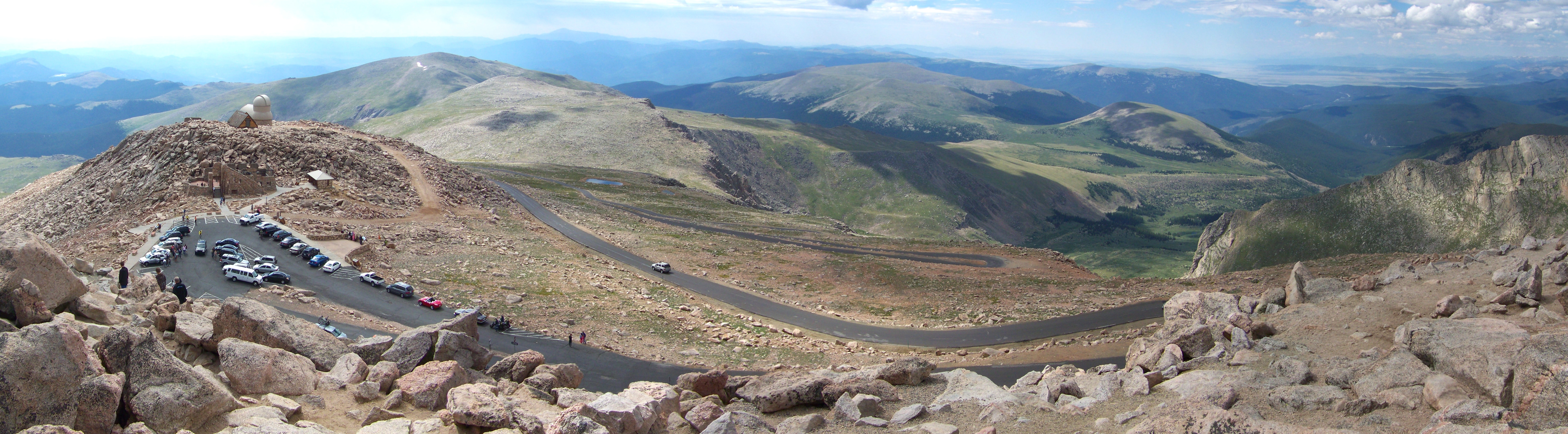
Pujada al Mt. Evans

## Palmarès
| Any  | Vencedor                     | Temps      |
| ---- | ---------------------------- | ---------- |
| 1962 | Stuart Baillie Adolph Weller | 2:28       |
| 1963 | Stuart Baillie               | 2:24       |
| 1964 | Stuart Baillie               | 2:08:07    |
| 1965 | Michael Hiltner              | 2:09:55    |
| 1966 | Stuart Baillie               | 2:14       |
| 1967 | [ note 2 ]                   | [ note 2 ] |
| 1968 | Mike Dennis                  | N/A        |
| 1969 | Stan Justice                 | 2:19:23    |
| 1970 | Kalman Halasi                | 2:22:49    |
| 1971 | Kalman Halasi                | 2:14:35    |
| 1972 | Bob Poling                   | 2:11:41    |
| 1973 | Jack Janelle                 | 2:05:32    |
| 1974 | Jack Janelle                 | 2:05:09    |
| 1975 | Bob Cook                     | 2:02:55    |
| 1976 | Bob Cook                     | 1:57:50    |
| 1977 | Bob Cook                     | 1:55:43    |
| 1978 | Bob Cook                     | 1:54:27    |
| 1979 | [ note 3 ]                   | [ note 3 ] |
| 1980 | Bob Cook                     | 1:54:55    |
| 1981 | Alexi Grewal                 | 1:57:36    |
| 1982 | Don Spence                   | 1:58:12    |
| 1983 | Todd Gogulski                | 1:53:43    |
| 1984 | Alexi Grewal                 | 1:47:51    |
| 1985 | Ned Overend                  | 1:49:53    |
| 1986 | Ned Overend                  | 1:49:22    |
| 1987 | Todd Gogulski                | 1:54:07    |
| 1988 | Tom Resh                     | 1:51:56    |
| 1989 | [ note 3 ]                   | [ note 3 ] |
| 1990 | Alexi Grewal                 | 1:46:29    |
| 1991 | Mike Engleman                | 1:51:41    |
| 1992 | Mike Engleman                | 1:45:30    |
| 1993 | Mike Engleman                | 1:56:57    |
| 1994 | Mike Engleman                | 1:50:35    |
| 1995 | Mike Engleman                | 1:46:32    |
| 1996 | [ note 5 ]                   | [ note 5 ] |
| 1997 | Jonathan Vaughters           | 1:53:54    |
| 1998 | Scott Moninger               | 1:52:16    |
| 1999 | Jonathan Vaughters           |            |
| 2000 | Scott Moninger               | 1:49:42    |
| 2001 | Scott Moninger               | 1:46:56    |
| 2002 | Scott Moninger               | 1:50:20    |
| 2003 | Jonathan Vaughters           | 1:49:29    |
| 2004 | Tom Danielson                | 1:41:20    |
| 2005 | Scott Moninger               | 1:52:50    |
| 2006 | Scott Moninger               | 1:49:52    |
| 2007 | Tom Danielson                | 1:43:04    |
| 2008 | Kevin Nicol                  | 1:53:21    |
| 2009 | Tom Danielson                | 1:42:09    |
| 2010 | Peter Stetina                | 1:50:20    |
| 2011 | LeRoy Popowski               | 1:57:36    |
| 2012 | LeRoy Popowski               | 1:51:02    |
| 2013 | Christopher Carr             | 1:57:16    |
| 2014 | Fortunato Ferrara            | 1:51:22    |
| 2015 | Lachlan Morton               | 1:48:05    |
| 2016 | Chris Butler                 | 1:50:19    |
| 2017 | Chad Haga                    | 1:43:39    |

| Any  | Vencedora            | Temps      |
| ---- | -------------------- | ---------- |
| 1976 | Robin Deily          | 2:44:58    |
| 1977 | [ note 2 ]           | [ note 2 ] |
| 1978 | Margaret Nettles     | 1:18:44    |
| 1979 | [ note 3 ]           | [ note 3 ] |
| 1980 | Margaret Nettles     | 2:41:10    |
| 1981 | Martha Stafford      | 2:29:54    |
| 1982 | Jan DeYoung          | 2:28:33    |
| 1983 | Ann Chernoff         | 2:24:37    |
| 1984 | Denise Yamagishi     | 2:23:45    |
| 1985 | Barb Dolan           | 2:15:58    |
| 1986 | Catherine Porter     | 2:22:58    |
| 1987 | Vanessa Brines       | 2:26:03    |
| 1988 | Darien Raistrick     | 2:19:46    |
| 1989 | [ note 3 ]           | [ note 3 ] |
| 1990 | Darien Raistrick     | 2:13:59    |
| 1991 | Darien Raistrick     | 2:23:10    |
| 1992 | Linda Brenneman      | 2:15;24    |
| 1993 | Jan Bolland          | 2:32:21    |
| 1994 | Eve Stephenson       | 2:25:43    |
| 1995 | Linda Jackson        | 2:13:28    |
| 1996 | [ note 5 ]           | [ note 5 ] |
| 1997 | Julie Hudetz         | 2:18:22    |
| 1998 | Jeannie Longo        | 1:59:19    |
| 1999 | Emily Robbins        | 2:09:58    |
| 2000 | Kimberly Bruckner    | 2:09:00    |
| 2001 | Karen Bockel         | 2:22:15    |
| 2002 | Kimberly Bruckner    | 2:05:31    |
| 2003 | Allison Lusby        | 2:09:29    |
| 2004 | Ann Trombley         | 2:19:03    |
| 2005 | Mara Abbott          | 2:20:10    |
| 2006 | Mara Abbott          | 2:11:55    |
| 2007 | Michelle Steiner     | 2:22:04    |
| 2008 | Jeannie Longo        | 2:10:10    |
| 2009 | Jennifer Slawta      | 2:15:58    |
| 2010 | Tammy Jacques-Grewal | 2:15:07    |
| 2011 | Tammy Jacques-Grewal | 2:13:24    |
| 2012 | Tammy Jacques-Grewal | 2:08:08    |
| 2013 | Annie Toth           | 2:19:30    |
| 2014 | Mara Abbott          | 2:14:12    |
| 2015 | Mara Abbott          | 2:19:16    |
| 2016 | Annie Toth           | 2:17:40    |